# Heißluftdämpfer

Kombidämpfer mit 6 Einschüben

Ein Heißluftdämpfer (auch Kombidämpfer, Kombi-Dämpfer, Combi Dämpfer, in der Schweiz Kombi-Steamer, oder einfach Kombi) bezeichnet ein Gargerät, welches bislang überwiegend in gewerblichen Küchen und Verpflegungsbetrieben eingesetzt wurde und nun auch als Haushaltsgerät angeboten wird. Der Heißluftdämpfer kann sowohl trockene Hitze wie ein Umluftbackofen, als auch feuchte Hitze wie ein Dampfgarer erzeugen und diese entsprechend verschiedener Programmabläufe abwechselnd und automatisch anwenden. Das Gerät eignet sich hierdurch zum schonenden und schnellen Garen (Dämpfen) von Gemüse und Kartoffeln, wie auch zum Braten und Schmoren von Fleisch und zum Backen. Die Geräte ermöglichen der Gastronomie die flexible Zubereitung einer großen Speisenvielfalt bei verbesserter Wirtschaftlichkeit und Qualität. Ein Vorgängergerät  war der Konvektomat. Dieser bezeichnet jedoch einen reinen Heißluftofen ohne die Funktion des Dampfgarens.

## Geschichte
Der Heißluftdämpfer wurde von der Firma Burger in den späten 1960er Jahren entwickelt. Diese wurde 1976 von der Firma Juno in Herborn übernommen und gehört heute zum schwedischen Electrolux-Konzern, der die Geräte weiterentwickelt hat und heute als Electrolux professional international vertreibt. 1976 stellte Rational sein erstes Gerät auf der Internorga vor.
Zahlreiche andere Firmen stiegen in das neue Segment ein. Weltweit gibt es über 50 verschiedene Anbieter von Heißluftdämpfern, wobei viele Hersteller von Großküchengeräten diese Geräte nur hinzukaufen.

## Beschreibung
Ein Heißluftdämpfer vereinigt die Funktionen eines Dämpfers, in dem Gargut in gesättigter Dampfatmosphäre gegart wird, und eines Heißluftofens, bei dem das Garen mit Umluft erfolgt. Da bei den Geräten Temperatur und Feuchte über einen weiten Bereich veränderbar sind, erlauben sie eine volle Steuerung beziehungsweise Regelung des Garklimas. Außerdem kann aufgrund der verhältnismäßig hohen Umluftgeschwindigkeit des Lüfters und der Kondensation des Dampfes auf dem Gargut eine vergleichsweise kurze Gardauer bei schonender Zubereitung der Lebensmittel erzielt werden.
Aus der Vielfalt der Garprogramme und deren Kombinierbarkeit ergeben sich für den Anwender viele Möglichkeiten.

## Eigenschaften
Aufgrund des Dampfgehaltes der Garraumluft und der kurzen Garzeiten sind die Nährstoff- und Vitaminverluste des Gargutes deutlich geringer als bei herkömmlichen Kochmethoden und es können gleichzeitig unterschiedliche Garprodukte in verschiedenen Behältern ohne Geschmacksübertragung gegart werden.
Heißluftdämpfer verfügen in der Regel über folgende Betriebsarten:
- Dämpfen (Garen unter wasserdampfgesättigter Gasatmosphäre) bei typisch 100 °C, jedoch auch zwischen 30 und 130 °C. Diese Betriebsart ist auch für das Vakuumgaren bzw. Sous-vide-Garen geeignet.[2]
- Heißluft (Garen unter Heißluftatmosphäre ohne zusätzliche Dampfeinspeisung) mit je nach Hersteller zwischen 30 °C und 250 °C beziehungsweise 300 °C.
- Heißdampf (Mischung aus den zwei oben genannten Betriebsarten) zwischen 30 °C und 250 °C beziehungsweise 300 °C.

Darüber hinaus gibt es weitere Spezialbetriebsarten wie Steuerung nach der Kerntemperatur, Delta-T-Garen (Steuerung nach der Differenz zwischen Garraum- und Kerntemperatur), Nieder-Temperatur-Garen und Regenerieren von gekühltem Gargut. Einige Geräte erlauben auch eine Trocknung zu feuchten Gargutes. Bei modernen Geräten werden die Möglichkeiten der Zubereitung von Speisen zunehmend erweitert durch elektronische Steuerungen, auch unter dem Gesichtspunkt der Arbeitszeitersparnis.

## Technik
Der Dampf kann mit zwei verschiedenen Systemen hergestellt werden:
- Beim Boiler- oder Kesselsystem wird der Dampf mit einem vom Garraum getrennten Dampferzeuger generiert und bei Bedarf in den Garraum geleitet.
- Beim Einspritzsystem wird der Dampf durch die Wasserverteilung auf den im Kern des rotierenden Lüfterrads befindlichen Heizkörper oder einen Wärmetauscher im Garraum erzeugt.

In den Geräten werden normalerweise Gargutträger mit Abmessungen nach Gastro-Norm eingesetzt (GN Gargutträger), die in der Breite variieren können und sich damit nur für bestimmte Behältergrößen eignen (1/1- oder 2/3-GN). Es gibt Geräte mit unterschiedlicher Einschubanzahl, in der Regel sind dies 6, 10, 20, 24 oder 40 Einschübe. Geräte mit 6 oder 10 Einschüben sind in der Regel Tischgeräte, solche mit 20, 24 oder 40 Einschüben Standgeräte. Die Anzahl der Einschübe pro Gerät kann aber variieren, da die Gargutträger (auch Racks genannt) in der Regel herausnehmbar sind und je nach Einsatzbedarf auch durch Gargutträger für Gastronorm-Roste (GR) oder der Bäckernorm entsprechend getauscht werden können. Da hier keine tiefen Behälter benötigt werden, entsteht mehr Platz für Roste oder Backbleche.
Die Standgeräte lassen sich mit sogenannten Hordengestellwagen für raschen Chargenwechsel auf einmal füllen und leeren. Die vorbereiteten Behälter können mittels dieses Rollwagens so auf einmal in den Heißluftdämpfer geschoben oder wieder entnommen werden. Dies hat den Vorteil, dass keine Wärmeverluste durch die unnötig offenstehende Tür entstehen und große Mengen an Gargut zeitgleich zubereitet werden können, während auf einem anderen Gestellwagen weitere Behälter vorbereitet werden, die sich dann schnell gegeneinander tauschen lassen. So lassen sich auch auf Tellern vorbereitete und vorgegarte Speisen auf speziellen Teller-Hordengestellwagen regenerieren.
Heißluftdämpfer benötigen einen Wasseranschluss beziehungsweise einen separaten Speisewassertank sowie einen Wasserablauf. Der Kalkgehalt des Wassers darf wegen der extrem hohen Leistung des Dampferzeugers und der damit verbundenen Gefahr des schnellen Verkalkens bei den meisten Herstellern maximal 6° dH (deutsche Härte) aufweisen. Elektrisch beheizte Geräte erfordern einen Anschluss für Dreiphasenwechselstrom, solche mit Gasbetrieb einen entsprechenden Gasanschluss. Weiterhin geben die Geräte Dampf und je nach Betriebsart Gerüche und Öl/Fettnebel über eine Entlüftungsleitung an die Umgebung ab.
In der Regel können in Heißluftdämpfern Garprogramme mit mehreren Prozessschritten eingegeben werden. Diese können dann auch in einem elektronischen Kochbuch gespeichert werden. In der DIN 18866 (Großküchengeräte, Heißumluftgeräte und Heißluftdämpfer, Deutsches Institut für Normierung, Juni 2003) werden die Mindestanforderungen für Heißluftdämpfer beschrieben.
Die Steuerung erfolgt analog oder digital, vereinzelt sind auch Geräte mit einer PC- oder USB-Schnittstelle bestückt oder können über Netzwerke gesteuert werden. Die Bedienoberfläche erfolgt teilweise auch über einen Touchscreen.
Zusätzlich speichern die Geräte teilweise auch HACCP-Daten für Dokumentationspflichten in der professionellen Küche.

## Haushaltsgeräte

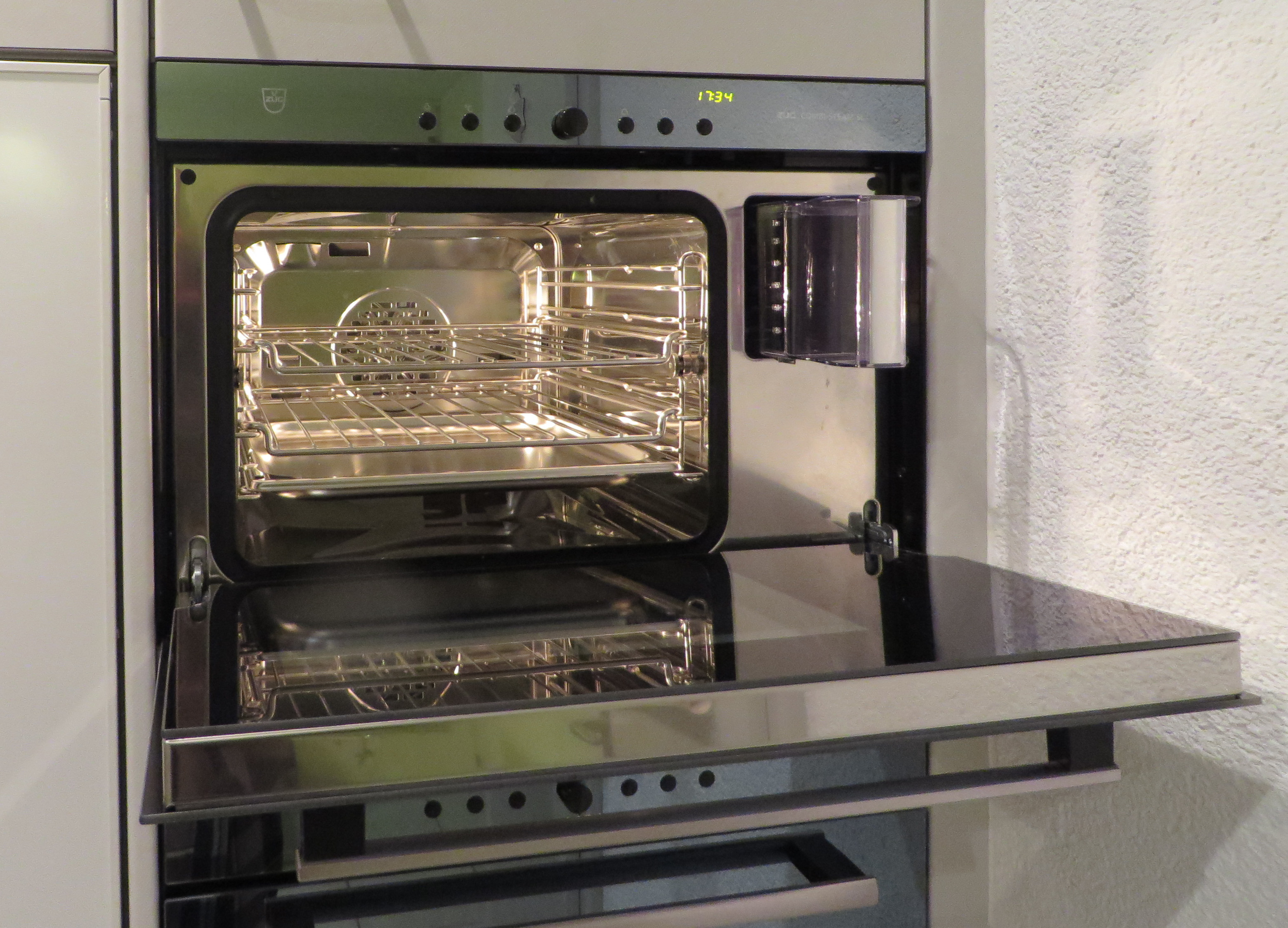
Kücheneinbaugerät Kombi-Steamer SL kompakt, Hersteller V-Zug, Wasserbehälter Einschub rechts

Neben den in Verpflegungsbetrieben eingesetzten Geräten gibt es auch Geräte für Privathaushalte. Meistens handelt es sich um Schrankeinbaugeräte nach der europäischen Norm EN 1116 mit 60 Zentimeter Gerätebreite oder nach der Schweizer SMS-Norm für 55 Zentimeter Nischenbreite. Eigenschaften und Technik entsprechen weitgehend den professionellen Geräten der Gastronomie mit folgenden Unterschieden:
- Bei vielen Modellen kann das für das Dämpfen notwendige Wasser von vorne in Wasserbehälter eingefüllt werden, sodass ein Wasserleitungsanschluss keine Voraussetzung ist.
- Es gibt Geräte, welche mit einphasigem oder zweiphasigem Elektroanschluss auskommen.

Man unterscheidet zwischen Kombinationsgeräten in der Höhe von üblichen Haushaltsbacköfen (SMS 76,2 Zentimeter inklusive Schublade) und Kompaktgeräten von halber Höhe (SMS 38,1 Zentimeter), welche entweder nur Dämpfer oder kombinierte Heißluftdämpfer mit Backofenfunktionen sind, wobei Letztere oft englisch Combi Steamer genannt werden.
Je nach Art der Dampferzeugung und dem Unterbringen des Wasserbehälters bestehen Unterschiede der Dimensionen des Nutzraumes. Bei seitlich untergebrachtem Wasserbehälter ist der nutzbare Raum schmaler und höher als bei Geräten mit Wasserbehälter unter- oder oberhalb des Nutzraumes.
Bei neu eingerichteten Haushaltsküchen werden oft kompakte Kombi-Steamer Mikrowellengeräten als Einbauvariante vorgezogen. Als Zusatzgerät zum Backofen kann ein kompakter Kombi-Steamer anstelle eines Mikrowelleneinbaugerätes folgende Vorteile haben:
- Bei der Zubereitung eines Essens bestehen neuartige Kombinationsmöglichkeiten wie beispielsweise Dämpfen von Gemüse oder Zubereiten eines Gratins im Kombi-Steamer und zur gleichen Zeit Braten oder Garen von Fleisch im Backofen.
- Sogenanntes „Regenerieren“ von früher zubereiteten Speisen mit neuen Eigenschaften, wobei im Gegensatz zu Mikrowellen durch Aufwärmen und Dämpfen je nach Speise bessere Ergebnisse möglich sind. Zudem können dabei Speisen auf mehr als einem Teller gleichzeitig regeneriert werden.
- Falls eine Mahlzeit zum Beispiel nur aus einer Pizza oder einem Gratin besteht, kann mit dem Kombi-Steamer im Vergleich mit einem Backofen Energie gespart werden, da der aufzuheizende Raum im Kompaktgerät deutlich kleiner ist.

Einbaugeräte lassen sich nicht vom Stromnetz trennen. Während die Geräte ausgeschaltet sind, wird trotzdem von der Elektronik Strom benötigt. Der sogenannte Stand-by-Verbrauch ist bei neuen Geräten oft wesentlich niedriger als bei älteren Geräten, welche zwar noch nicht ebenso viel Elektronik enthielten, jedoch für Uhr, Zeitanzeige und Steuerung typisch etwa 5 bis 10 Watt Dauerleistung benötigten. In der Schweiz ist seit Anfang 2013 der Stand-by-Verbrauch von neuen Haushaltsgeräten gesetzlich auf 1 Watt beschränkt.